# Limnophila connata
Limnophila connata är en grobladsväxtart som först beskrevs av Buch.-ham. och David Don, och fick sitt nu gällande namn av Hand.-mazz.. Limnophila connata ingår i släktet Limnophila och familjen grobladsväxter. Inga underarter finns listade i Catalogue of Life.